# Nikobareser
Nikobareser utgör, utöver shompen-folket, ursprungsbefolkningen på Nikobarerna. Deras antal uppgick år 2001 till 27 000.
Nikobareserna tros ha kommit till Nikobarerna österifrån, från det sydostasiatiska fastlandet, för flera tusen år sedan.
De är odlare av frukt och grönsaker och grisuppfödare, och bor i stora byar vid havet. De delas in i sex grupper efter språk och seder:
- Bompoka
- Car
- Chowra
- Centralnikobareser
- Sydnikobareser
- Teressa